# Telegram (chanson)
Pour les articles homonymes, voir Telegram.
Chansons représentant l'Allemagne au Concours Eurovision de la chanson
Sing Sang Song
(1976) Feuer
(1978)
Singles de Silver Convention
Fancy Party
(1977) The Boys from Liverpool
(1977)
Telegram (Télégramme) est une chanson écrite et produite par Michael Kunze et Sylvester Levay et interprétée par le groupe Silver Convention. Elle est sortie en 45 tours en 1977, extraite de l'album Summernights.
C'est la chanson représentant l'Allemagne au Concours Eurovision de la chanson 1977.

## À l'Eurovision

### Sélection
La chanson Telegram est interprétée par le groupe Silver Convention, composé à l'époque de l'Autrichienne Penny McLean (née Gertrude Wirschinger), la Germano-Américaine Ramona Wulf (née Ramona Kraft) et l'Americaine Rhonda Heath. Le groupe ainsi que sa chanson sont sélectionnés en interne, pour représenter l'Allemagne au Concours Eurovision de la chanson 1977 le 7 mai à Londres, Angleterre au Royaume-Uni.
Avant de participer à l'Eurovision en 1977, Silver Convention était commercialement l'un des groupes les plus performants d'Allemagne avec une succession de succès à la fois en Europe et en Amérique du Nord. Elles sont également les seules de l'histoire de l'Eurovision à avoir eu un single numéro 1 aux États-Unis avec la chanson Fly, Robin, Fly en 1975.

### À Londres
La chanson est intégralement interprétée en anglais, et non dans une des langues nationales du pays, L'UER décida cette année de réinstaurer la règle obligeant les pays participants à chanter dans une de leurs langues nationales, règle qui avait été abolie en 1973. L'Allemagne, tout comme la Belgique, reçoit une dispense spéciale pour cette édition, ayant déjà sélectionné sa chanson avant la réinstauration officielle de la règle. C'est la première fois que la chanson représentant l'Allemagne est entièrement interprétée en anglais. L'orchestre est dirigé par Ronnie Hazlehurst.
Telegram est la sixième chanson interprétée lors de la soirée du concours, suivant Casanova d'Anita Skorgan pour la Norvège et précédant Frère Jacques d'Anne-Marie Besse pour le Luxembourg.
À l'issue du vote, elle obtient 55 points, se classant 8e sur 18 chansons,.

## Liste des titres
Toutes les chansons sont écrites et composées par Michael Kunze et Sylvester Levay.
| A. | Telegram      | 2:56 |
| B. | Midnight Lady | 3:54 |

## Classements hebdomadaires
| Classement (1977)                      | Meilleure position |
| -------------------------------------- | ------------------ |
| Allemagne (Media Control AG)           | 27                 |
| Belgique (Flandre Ultratop 50 Singles) | 26                 |
| Suède (Sverigetopplistan)              | 4                  |

## Historique de sortie
| Pays ou région                  | Date | Format   | Label                                          |
| ------------------------------- | ---- | -------- | ---------------------------------------------- |
| Allemagne Autriche Grèce Japon, | 1977 | 45 tours | Jupiter                                        |
| Canada                          | 1977 | 45 tours | Columbia                                       |
| Colombie Mexique                | 1977 | 45 tours | RCA Victor                                     |
| Europe (divers)                 | 1977 | 45 tours | BP, Durium, Magnet, PGP RTB, Papillon, Philips |
| France, Scandinavie             | 1977 | 45 tours | Polydor                                        |
| Turquie                         | 1977 | 45 tours | Balet                                          |